# Nyár a hegyen
A Nyár a hegyen 1967-ben bemutatott fekete-fehér magyar filmdráma, amit Bacsó Péter rendezett saját és Zimre Péter forgatókönyvéből. 
1968-ban a spanyolországi San Sebastianban, a XVI. Nemzetközi Filmfesztiválon az Ezüstkagyló díjat, azaz a második díjat kapta meg. Ugyanabban az évben a mexikói Acapulcóban megtartott Fesztiváldíjas Filmek Fesztiválján az Ezüst Istennő díjat, azaz a nagydíjat nyerte el. A film érdekessége, hogy műtermi felvételek nem szerepelnek benne, az egészet Badacsonyban, a már nem működő bazaltbánya környékén forgatták.

„ Ez volt az első olyan alkotás, amely hírt adott a világnak arról, hogy mi történt a keleti táborban az 50-es években.”

– Bacsó Péter

## Közreműködők

### Alkotók
- Rendező: Bacsó Péter
- Forgatókönyvíró: Bacsó Péter
Zimre Péter
- Díszlettervező: Vayer Tamás
- Kosztüm: Juhász Sándorné
- Operatőr: Zsombolyai János
- Vágó: Boronkay Sándor
- Zene: Fényes Szabolcs
- Ének és dalszöveg: Cseh Tamás
- Gyártásvezető:Föld Ottó
- Stúdióvezető: Újhelyi Szilárd

### Szereplők
- Pecsenke József – Komora, festő
- Gyöngyössy Katalin – Mari, tanárnő
- Mensáros László – Szabó doktor
- Tomanek Nándor – Veszeli György
- Várhegyi Teréz – Veszeli Sári
- Képessy József – Koller

További szereplők
- Bay Gyula, Faragó Klára, Harsányi Gábor, Korompai Vali, Rosti Magda, Ruttkai Ottó, Sík Igor, Sztevanovity Dusán, Viganti József

## Cselekmény
A film alapötletéről és főszereplőjéről mesélte Bacsó Péter:

„… megtudtam: Badacsony község árulja a területén lévő egykori internálótábort. Afféle kis Recsk volt ott a kőbányában, ahol még megtaláltuk a megfigyelőtornyokat, meg néhány barakot. Ez a látvány adta az ötletet egy drámai történethez, amelynek főhősét valós alakról, Újhelyi Szilárdról mintáztam. Ő régi kommunista volt, aki szokás szerint mind a Horthy-, mind a Rákosi-rendszerben börtönben ült, ráadásul, mivel tagja volt Nagy Imre körének, 1956 után is elítélték. Azután a hatvanas évek elejétől a filmirányításban dolgozott. Egy régi mozgalmár, egyben kifinomult értelmiségi, igazi européer. A filmben Mensáros László játszotta ezt a figurát, és nemcsak a Rákosi-féle diktatúráról esett benne szó, hanem 1956-ról is…”

A fiatal festő, Komora, a barátait invitálva leutazik az alacsony áron eladásra kínált, elhagyott, badacsonyi kőbányához, mert művésztelepet hozna itt létre. Hiába a lelkesedése, a hatalmas terület, a hegyoldal a szép panorámával, az elhagyott, lepusztult, romos barakképületek a társaságot mégsem hozzák lázba, nyomasztónak találják a helyet. Egyedül a fiatal, középiskolai tanárnő, Mari gondolja másképpen, neki tetszik az ötlet. A társaság visszautazik, csak a festő és a tanárnő maradnak. Egy lángossütőnél összeismerkednek Szabó doktorral, és elmesélik neki, hogy milyen terveik vannak az egykori kőbányával. Szabó doktor is csatlakozik hozzájuk, és együtt megveszik az egykori internálótábort a barakképületekkel.
A tanárnő egy balatoni strandon találkozik egyik tanítványával, Sárival. A lány meghívja egy vitorláskirándulásra a tanárnőt, a festőt és az orvost. Itt, a vitorláshajón ismeri fel egymást Veszeli, a hajó kapitánya (Sári apja) és Szabó doktor. A találkozás különös módon végződik. A hajó már jócskán eltávolodott a parttól, az orvos mégis hirtelen beugrik a vitorlásról a vízbe és kiúszik. A történet folyamán később kiderül, hogy Veszeli volt a munkatábor parancsnoka, és Szabó doktor a foglya. Sári megszökik otthonról…

## Idézetek a filmből
A filmben Veszeli és Szabó doktor találkozásakor Veszeli az alábbiakat mondja:

| „         | Tudtam, hogy te mindig hajszálat találtál a levesben…csóváltad a fejed, amikor Sztálin megnemtámadási szerződést írt alá Hitlerrel. Kételkedtél abban, hogy Kun Béla áruló lett, hogy Tito imperialista ügynök, és hánytál, okádtál az izgalomtól, amikor Rajkot letartóztatták…persze, ma mindez erénynek számít…egyszer még régen azt mondtad nekem: irigyelsz engem a zavartalan hitemért… | ” |
| – Veszeli | |   |

| „         | …Neked szerencséd volt. Te az áldozat szerepét kaptad, én a hóhérét… Ne féljünk a szótól: A hóhérét! Nem tehetek róla, hogy rám ez a szerep jutott, rád meg a másik… | ” |
| – Veszeli | |   |

| „         | Neked sincs már más, csak a múltad… Két vén fogatlan forradalmár vagyunk komám,…ha mi nem értjük meg egymást, ki értsen meg? Hiába minden, egy tőről fakadtunk mi ketten… | ” |
| – Veszeli | |   |

A filmben Szabó doktor mondja Marinak:

| „              | És különben is… gondolja el, egy kommunista ember, egy kommunista országban, egy kommunista börtönben… | ” |
| – Szabó doktor | |   |

A filmben Mari mondja Szabó doktornak: 

| „      | Furcsa… tudja mi jutott eszembe? Gyerekkoromban, minden nyáron itt nyaraltam, szemben, Fonyódon. És nem tudtam semmiről sem… arról, hogy maga, ott fenn a hegyen… Tulajdonképpen hányszor volt börtönben? | ” |
| – Mari | |   |

## Díjak
- A legjobb operatőr díja: Zsombolyai János – (4. Magyar Játékfilmszemle, 1968)[4]
- Ezüst Istennő díj (nagydíj – Fesztiváldíjas Filmek Fesztiválja, Acapulco, 1968)[5]
- A legjobb férfi alakítás díja: Mensáros László – (Fesztiváldíjas Filmek Fesztiválja, Acapulco, 1968)
- Ezüstkagyló díj (második díj) – (XVI. Nemzetközi Filmfesztivál San Sebastian, 1968)[6]
- Filmírók díja – (XVI. Nemzetközi Filmfesztivál San Sebastian, 1968)
- Ifjúság díja – (XVI. Nemzetközi Filmfesztivál San Sebastian, 1968)